# 小林泉 (女優)
小林 泉（こばやし いずみ、1930年11月18日 - ）は、兵庫県出身の日本の女優。本名は溝田 直子（みぞた なおこ）、旧芸名は古林 泉（こばやし いずみ）。松蔭高等女学校卒業。かつては関西芸術座に所属していた。

## 出演

### テレビドラマ

#### NHK
- テレビ劇場「春の雷」（1959年1月9日）[3]
- 「親馬鹿ちゃんりん」（1960年4月6日 - 1961年3月29日）[4]
- 「進め! ヒデヨシくん」（1961年4月3日 - 1962年3月26日）[5]
- こども名作座
  - 第24話「風琴と魚の町」（1962年10月14日） - 木賃宿のおばさん [6]
  - 第40話「一つの願い」（1963年2月3日） - 小川一郎の母 [7]
- 「新日本百景」第37回「あしあと びわこ」（1964年1月24日）[8]
- 連続テレビ小説
  - 「うず潮」（1964年4月6日 - 1965年4月3日） - 大田屋の女主人
  - 「風見鶏」（1977年 - 1978年） - 結城しげ子
  - 「わたしは海」（1978年10月2日 - 1979年3月31日）[9]
  - 「純ちゃんの応援歌」第11話・第23話・第27話・第47話・第48話・第74話 - 第79話（1988年10月14日・10月28日・11月2日・11月25日・11月26日・12月27日 - 1989年1月9日） - 清原澄 役
  - 「ええにょぼ」第83話・第87話（1993年7月9日・7月14日）[10]
  - 「ほんまもん」第34話・第35話（2001年11月8日・11月9日）
- 「追う男」第1話・第2話・最終話（1986年7月12日・7月19日・8月2日） - 銀行員の妻 役[11]
- 「わが歌・我愛你」（1988年10月3日 - 10月28日）[12]
- 「初婚・再婚」（1997年6月9日 - 7月4日）[13]

#### 日本テレビ
- 「ダイヤル110番」第345話「死への入口」（1964年4月26日）[14]
- 「悪女の倫理」第5回「夜の別れ」（1965年2月2日）[15]
- 「桃太郎侍」
  - 第27話「袋小路の男」（1977年4月10日） - 女将 [16]
  - 第97話「夫婦喧嘩を食った鬼」（1978年8月20日） - 東光尼 [17]
  - 第128話「琉球を食う鬼退治」（1979年4月1日）[18]
  - 第166話「おしゃれ殿様」（1979年12月23日） - 遊女 役[19]
- 「長七郎江戸日記」第90話「あで姿回り舞台」（1986年3月4日）[20]
- 木曜ゴールデンドラマ「二人の妻の殺意」（1989年3月9日）[21]
- 「半七捕物帳」第7話「ろくでなし」（1991年11月24日） - おろく 役[22]
- 火曜サスペンス劇場「京都・女性記者シリーズ」
  - 第1期 第9作「京都氷室殺人街道」（1993年11月2日）[23]
  - 第2期 第1作「京都近江殺人街道」（1994年4月12日）[24]
- 「江戸の用心棒II」第3話「美人画の罠」（1995年10月31日） - 老婆 役[25]
- 「Mother」第1話「児童虐待からの脱出 渡り鳥になった二人」（2010年4月14日）[26]

#### TBS
- 東芝日曜劇場
  - 第772回「おりょう」（1971年9月26日）[27][28]
  - 第813回「ふたつの愛」（1972年7月9日）[29]
- 「大岡越前 第3部」第4話「消えた御用金」（1972年7月3日） - 茶屋の女将 役
- 「必殺仕掛人」[30]
  - 第3話「仕掛られた仕掛人」（1972年9月16日）
  - 第27話「横をむいた仕掛人」（1973年3月3日）
- 「水戸黄門 第4部」第11話「地獄に落ちた悪い奴」（1973年4月2日） - 百姓 役[31]
- 「犬神家の一族」第1話 - 最終話（1977年4月2日 - 4月30日） - トヨ 役[32]
- 「大岡越前 第5部」
  - 第11話「白州に哭いた母二人」（1978年4月17日） - 長屋の女 役
  - 最終話「目黒に消えた公方様」（1978年7月31日） - 百姓女 役
- 「江戸を斬るV」第13話「酔っていた目撃者」（1980年5月12日） - 主婦 役[33]
- 「江戸を斬るVIII」第13話「愛しい娘が殺人者」（1994年4月25日） - 山木屋婆や 役[34]
- 「水戸黄門外伝 かげろう忍法帖」[35]
  - 第6話「百花繚乱夢芝居」（1995年6月26日） - お常 役
  - 第13話「悪党共よ夢をみろ」（1995年8月14日）
- 月曜ドラマスペシャル「人それを情死と呼ぶ」（1996年6月24日）[36]
- 「命つないで」（1996年8月5日 - 9月27日）[37]
- 「大江戸を駈ける!」第1話「隠密同心誕生!」（2000年11月27日） - おかね 役
- 「ヤンキー母校に帰る」第1話「涙の編入式」（2003年10月10日）[38]

#### フジテレビ
- 東芝土曜劇場 第113回「奇妙な夫婦」（1961年5月27日）[39]
- 「銭形平次」
  - 第42話「十手子守唄」（1967年2月15日）[40]
  - 第219話「お化け葛籠」（1970年7月15日） - 長屋の女房一 役[41]
  - 第299話「一度死んだ女」（1972年1月26日）[42]
  - 第368話「兄弟しぐれ」（1973年5月23日） - おさく 役[43]
  - 第389話「秋立つ夜に」（1973年10月17日） - 長屋のおかみ 役[44]
  - 第429話「朱い吹矢」（1974年7月24日） - 長屋の内儀 役[45]
  - 第491話「あばずれお仙」（1975年10月8日） - おかみさん 役[46]
  - 第506話「十一年目の父」（1976年1月28日） - 喜平の女房 役[47]
  - 第510話「頑固おやじ」（1976年2月25日） - お滝 役[48]
  - 第521話「平次一番勝負」（1976年5月12日） - おまき 役[49]
  - 第560話「おひさという女」（1977年2月9日） - 長屋の住人 役[50]
  - 第578話「はしりがねの女」（1977年6月22日） - 船宿女将 役[51]
  - 第602話「廻り舞台」（1977年12月21日） - お徳 役[52]
  - 第647話「恩返しのかんざし」（1978年11月22日） - 女将 役[53]
  - 第854話「許されざる者」（1983年6月22日）[54]
- 「大奥」（1968年4月6日 - 1969年3月29日） - 歌橋 役
- 「徳川おんな絵巻」[55]
  - 第40話「女相続人の恐怖」（1971年7月3日）
  - 第41話「闇に光る眼」（1971年7月10日）
- 「どてらい男」[56][57]
  - 第19話「恋ごころ」（1974年2月5日）
  - 第20話「嫁さんさいなら」（1974年2月12日）
  - 第37話「かえらぬ花婿」（1974年6月11日）
  - 第58話「東京無宿」（1974年11月5日）
  - 第101話「茂子の再婚…」（1975年9月14日）
- 「良人の貞操」（1975年2月24日 - 4月11日）[58]
- 「江戸の用心棒」第1話「三人の命知らず」（1981年4月2日）[59]
- 時代劇スペシャル
  - 「怪猫有馬御殿」（1983年8月12日）[60]
  - 「樅ノ木は残った」（1983年12月1日）[61]
- 「新1・2・3と4・5・ロク」
  - 第24話「もしかしてお別れ? 涙のアンデス壮行会」（1989年9月29日） - 杉原藤子
  - 第38話「熊さんの内緒ばなし・一枝に赤ちゃん?」（1990年1月5日） - 園長先生
  - 第40話「結婚しよう! 熊さんからのプロポーズ」（1990年1月19日） - 園長先生
- 「鬼平犯科帳」
  - 第1シリーズ 第24話「引き込み女」（1990年2月7日）[62]
  - 第3シリーズ 第9話「雨隠れの鶴吉」（1992年2月19日）
- 「水仙の花言葉は死 京都花ごよみ殺人 洛中洛外花ごよみ」（1990年4月23日）[63]

#### テレビ朝日
- 「素浪人 月影兵庫」第2シリーズ 第27話（1967年7月8日）
- 「遠山の金さん捕物帳」
  - 第5話「夢を慕う女」（1970年8月9日） - お豊 役[64]
  - 第13話「白州で殺された男」（1970年10月4日） - 寺島初江 役[65]
  - 第85話「さらわれた女」（1972年2月20日） - お園 役[66]
  - 第114話「笑って死んだ女」（1972年9月10日）[67]
- 「紅つばめお雪」第1話「花にいれずみ陣羽織」（1970年10月2日） - お種 役[68]
- 「さむらい飛脚」[69]
  - 第5話「茶釜が生首に化けるとき」（1971年2月6日）
  - 第12話「逆夢道中」（1971年3月27日）
- 「軍兵衛目安箱」第1話「江戸一番の朝」（1971年4月7日）[70]
- 「地獄の辰捕物控」第21話「竜神河岸に一人立つ」（1973年2月22日）
- 「ご存知遠山の金さん」第27話「あっぱれ腰抜け侍」（1974年4月7日）[71]
- 「新・必殺仕置人」第2話「情愛無用」（1977年1月28日） - 母親 役[72]
- 「江戸プロフェッショナル・必殺商売人」第21話「暴走を操る悪の大暴走」（1978年7月14日） - おもん 役[73]
- 「翔べ! 必殺うらごろし」第12話（1979年2月23日） - 松 役
- 「必殺仕事人」[74]
  - 第6話「主水は葵の紋を斬れるか?」（1979年6月22日） - 唐津屋の妻 役
  - 第19話「仕事人が女に惚れて何故悪い?」（1979年9月21日） - お松 役
  - 第59話「彫り技喜悦観音一刀斬り」（1980年7月11日） - いと 役
- 「長七郎天下ご免!」第41話「紅い幽霊屋敷」（1980年8月14日） - おとく 役[75]
- 「赤かぶ検事奮戦記」第4話「呪いの紙草履」（1980年10月24日）[76]
- 「新・必殺仕事人」第6話「主水 喧嘩の仲裁する」（1981年6月12日） - お紋 役[77]
- 土曜ワイド劇場
  - 「京都殺人案内」
    - 第5作「母恋桜が散った」（1981年5月23日） - 婦長 役[78]
    - 第20作「雪降る北の港町 小樽の海に泣く女「なぜ結婚しないの」」（1994年3月19日） - セツコ 役[79]
    - 第21作「みちのく母恋吹雪 盗撮された美女と羽黒山・国宝五重塔の謎」（1995年3月18日）[80]

  - 「新・赤かぶ検事奮戦記」第9作「郡上八幡盆踊り 完全犯罪殺人 秘湯! 濁河温泉で密会したカップルの謎」（1999年7月10日） - 並木清子 役[81]
  - 「風極の岬」（2007年3月3日）[82]
- 「赤かぶ検事奮戦記II」第9話「坊主めくり」（1982年1月29日）[83]
- 「遠山の金さん」第21話「母の告白! 二十年の秘密」（1982年8月26日）[84]
- 「暴れん坊将軍」800回新春スペシャル（2001年1月11日） - 天英院 役[85]

#### その他
- 「風のおとずれ」[86]
- 「君のもとへかける虹」第24話「サヨナラ カナデル。第三話」（北海道文化放送） - ママ 役[87]
- 「部長刑事」（大阪テレビ → 朝日放送）
  - 第18話「初夢と亡者」（1959年1月3日）[88]
  - 第58話「こおろぎ横丁」（1959年10月10日）[89]
  - 第114話「暴力」（1960年11月5日）[90]
  - 第120話「非常警戒」（1960年12月17日）[91]
  - 第127話「黒い風」（1961年2月11日）[92]
  - 第159話「電話魔」（1961年9月30日）[93]
  - 第262話「母の眼」（1963年9月28日）[94]
  - 第542話「悪魔が来る夜」（1969年3月1日）[95]
  - 第634話「足もとの暗黒」（1970年12月5日）[96]
  - 第666話「ダイヤモンドを売る男」（1971年7月17日）[97]
  - 第697話「手錠はつめたくなかった」（1972年2月19日）[98]
  - 第728話「二つの死」（1972年9月23日）[99]
  - 第746話「死にそこねた男」（1973年1月27日）[100]
  - 第789話「人質」（1973年11月24日）[101]
  - 第793話「裏方」（1973年12月22日）[102]
  - 第944話「悪魔がやってきた」（1976年11月27日）[103]
  - 第953話「可愛い魔女には手を出すな」（1977年1月29日）[104]
  - 第959話「おどし」（1977年3月12日）[105]
  - 第979話「働き熊の忘れたものは...」（1977年7月30日）[106]
  - 第1000話「犯罪不連続線 WANTED」（1977年12月24日）[107]
  - 第1007話「サラ金地獄冬景色」（1978年2月11日）[108]
  - 第1023話「生きた化石を食った奴」（1978年6月3日）[109]
  - 第1046話「おじさんが死んだ」（1978年11月11日）[110]
  - 第1053話「親子ささ舟」（1978年12月30日）[111]
  - 第1074話「冷たい血の流れ」（1979年5月26日）[112]
  - 第1128話「わてのうちや」（1980年6月7日）[113]
  - 第1146話「シンデレラよ永遠に」（1980年10月11日）[114]
  - 第1162話「崩壊・家庭内暴力」（1981年1月31日）[115]
  - 第1171話「まいどおおきに」（1981年4月4日）[116]
  - 第1195話「いつかくる日」（1981年9月19日）[117]
  - 第1263話「切れなかった赤い糸」（1983年1月8日）[118]
  - 第1277話「ある少女の告白」（1983年4月16日）[119]
  - 第1490話「300人危機一髪!」（1987年5月23日）[120]
  - 第1549話「恋多き老女」（1988年7月9日）[121]
  - 第1603話「オバタリアンの涙」（1989年7月29日）[122]
- 「青やからわたったんや」（1968年11月30日、関西テレビ）[123]
- 「新・河原町東入ル」第11話「木曜日は私に」（1977年6月16日、関西テレビ）[124]
- 「いらっしゃいませ!」第13話（1980年6月26日、関西テレビ）[125]
- 「江戸中町奉行所」第1シリーズ 第5話「大奥に棲む魔物」（1990年8月3日、テレビ東京）[126]
- 「鮭を見に」（1991年11月18日、関西テレビ）[127]
- 「新・部長刑事 アーバンポリス24」第459話「大阪純愛物語! 盗まれた恋文」（2000年9月9日、朝日放送）[128]
- 「警部補マリコ」第4話「蚊帳の外」（2001年11月17日、朝日放送）[129]
- ドラマW「尋ね人」（2012年11月3日）[130]
- 「5分でわかるyukkyの世界名作小説 西遊記」（2013年12月5日、NHK教育テレビ）[131]

### 映画
- 「兎の眼」（1979年3月26日） - 徳治の母 役
- 「RAMPO」（1994年6月25日）
- 「老親」（2005年7月16日）

### 舞台
- 「あの国とこの国と」（1971年3月4日・3月5日・3月18日・3月19日、1971年3月30日、1971年4月24日） - 嫂 役[132]
- 「ケイトンズビル事件の9人」（1973年4月11日 - 4月14日） - 証人 役 ※衣装も兼任[133]
- 「むくげとモーゼル」（1973年4月 - 1975年3月） - 島村のオモニ / 朴ばあさん 役[134]
- 「タルチュフ」（1975年6月4日 - 6月5日、6月 - 1976年11月） - エルミール 役[135]
- 「自殺ごっこ」（1978年2月24日 - 2月25日） - 石井鈴子 役[136]
- 「化石の街」（1978年9月19日 - 9月21日） - 徳納 役[137]
- 「ベルナルダ・アルバの家」（1979年11月7日 - 11月11日） - 喪服の女 役[138]
- 「その妹」（1980年4月23日 - 4月27日） - 芳子 役[139]
- 「父さんとよばれないパパ」（1980年10月22日 - 10月26日） - 和美 役[140]
- 「おかあさん、だいっきらい」（1981年10月 - 1982年8月、1981年12月20日） - おかあさん 役[141]
- 「サブウェイはいつもの朝を迎える」（1984年9月6日 - 9月10日） - 田中うめ 役[142]
- 「姥ときめき」（1985年4月25日 - 4月26日、6月6日 - 6月7日、8月10日、9月28日） - 小田春子 役[143]
- 「また ときはめぐりて」（1986年11月7日 - 11月8日） - 房枝 役[144]
- 「中年ちゃらんぽらん」（1987年6月18日 - 6月19日、6月 - 7月） - 福崎くに / 伊東このみ 役[145]
- 「すべってころんで」（1989年4月 - 1993年12月、1989年6月1日 - 6月2日、1989年7月7日 - 7月9日） - 増田夫人 役[146]
- 「一銭五厘の旗－花森安治の仕事－」（1991年8月29日 - 8月31日） - 島田君子 役[147]
- 「姥ざかり」（1993年8月26日 - 8月28日、1993年9月 - 1997年9月） - 道子 / 安福ソノ 役[148]
- 「女の平和」（1995年4月5日 - 4月9日、1995年9月） - カロ 役[149]
- 「おかあさん疲れたよ」（1997年8月29日 - 8月30日、1999年1月 - 4月） - 吉田真琴 / 糸川礼子 役[150]
- 「二人で乾杯」（1999年7月28日 - 8月1日） - ケサマツ 役[151]